# Lohner
Pour les articles homonymes, voir Lohner (homonymie).
Lohner ou Lohner-Werke ou Lohner-Porsche  est un ancien constructeur automobile de haute technologie et de luxe autrichien fondé en 1821, acquis en 1970 par l'industriel canadien Bombardier Produits récréatifs (BPR). Ferdinand Porsche (1875-1951) y a inventé la première série d'automobile hybride essence électrique de l'histoire de l'automobile.

## Historique

### Lohner
Le 18 mars 1821 Heinrich Lohner (1786-1855) fonde l'industrie familiale autrichienne de charronnerie Lohner. Ses fils Jacob et Franz Lohner lui succèdent comme fabricants de voitures hippomobiles de luxe de renommée mondiale, sous le nom de « Jacob Lohner & Comp », avec une importante production de 200 à 500 voitures par an, et de 10 000 par an à partir de 1873. 

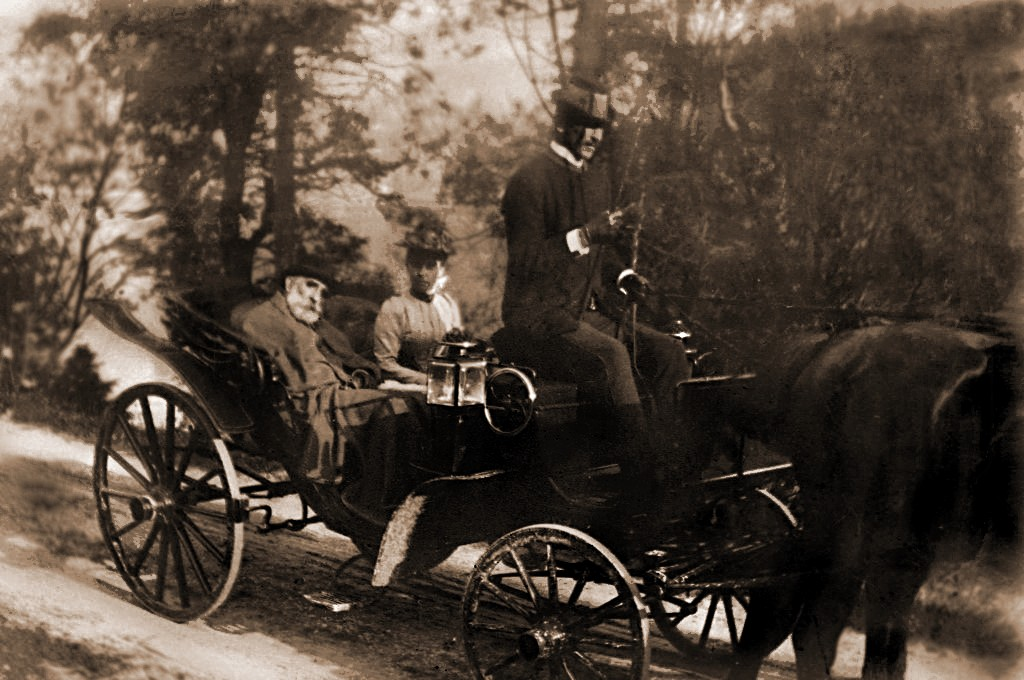
Victoria, Jakob Lohner, 1891
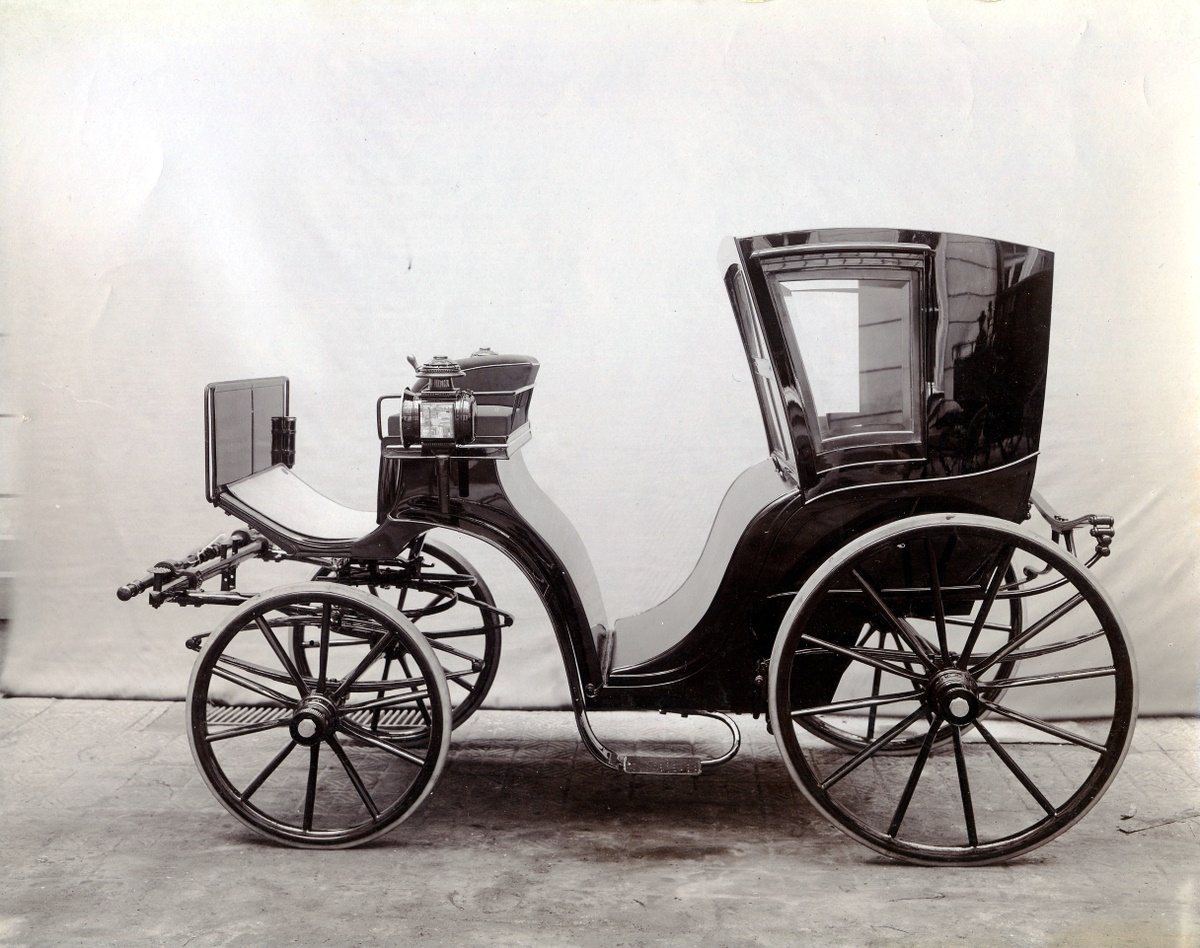
Landau (hippomobile) Lohner, vers 1895
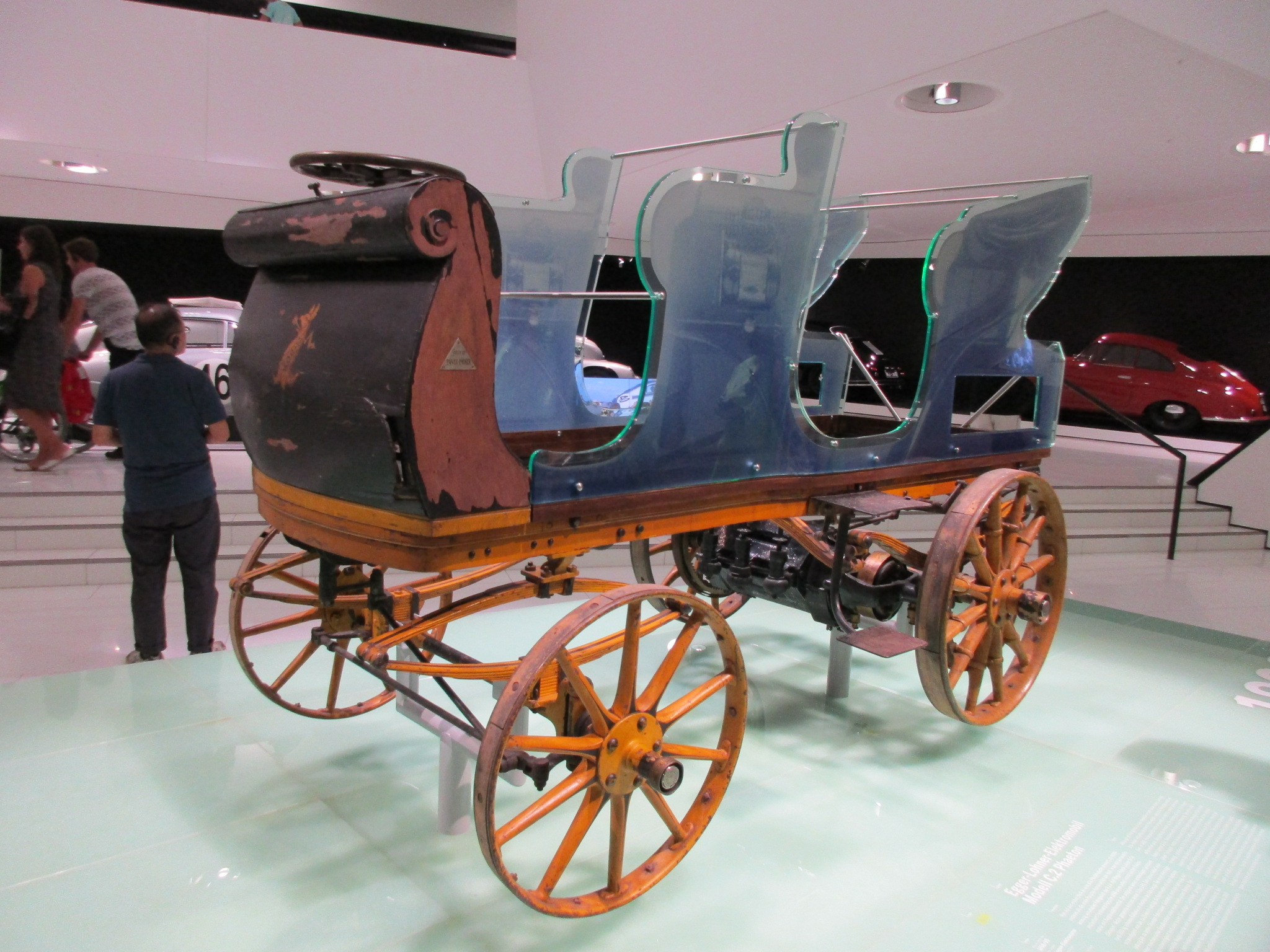
Voiture électrique Egger-Lohner C2 Phaeton, 1898, Porsche Museum
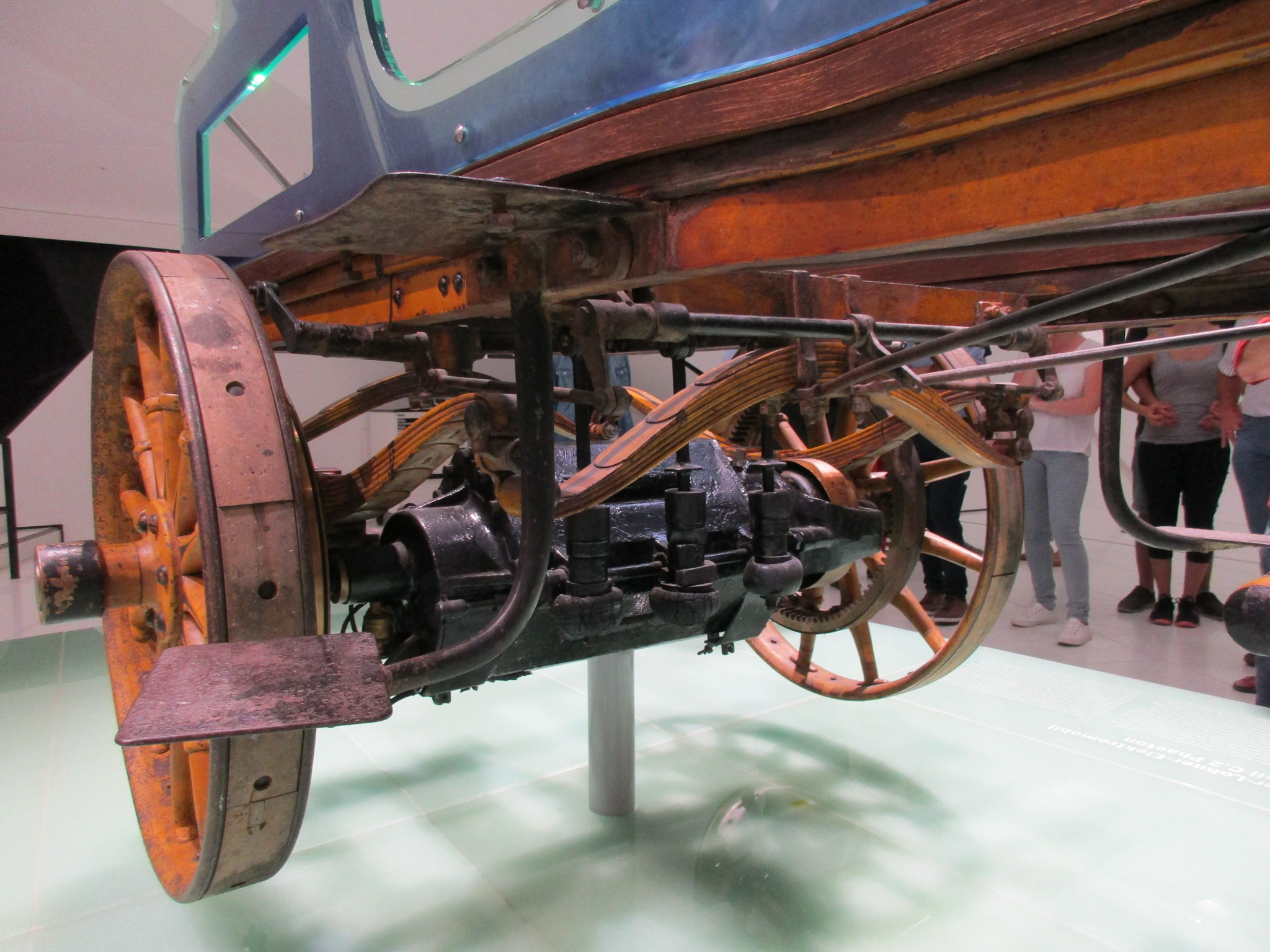
Moteur électrique de Egger-Lohner C2 Phaeton, 1898

En 1886 Ludwig Lohner (1858-1925) fils du précédent, succède à son père en retraite. Il reçoit en 1892 le titre de Fournisseur de la Cour impériale et royale de l'Empire austro-hongrois, dont il devient le plus important fabricant de véhicules hippomobiles.

### Lohner-Porsche
En 1897 Lohner recrute le jeune inventeur austro-hongrois Ferdinand Porsche, âgé de 22 ans, passionné depuis l'enfance par les inventions de l'époque : les applications de l'électricité de l'inventeur américain Thomas Edison et son industrie General Electric, et l'invention du moteur à essence Moteur Daimler Type P des inventeurs allemands Gottlieb Daimler et Wilhelm Maybach et de leur industrie Daimler-Motoren-Gesellschaft. En 1899 il dépose un brevet pour son invention d'un « moteur-roue électrique, intégré dans le moyeu », qu'il présente avec un vif succès médiatique mondial, sur un prototype de voiture électrique « Lohner Porsche Semper Vivus électrique » à l'Exposition universelle de 1900 de Paris, qui illustre les perspectives fabuleuses, du progrès scientifique et technique et de la révolution industrielle, de l'œuvre futuriste utopique très en vogue d'alors de Jules Verne (1828-1905)... 

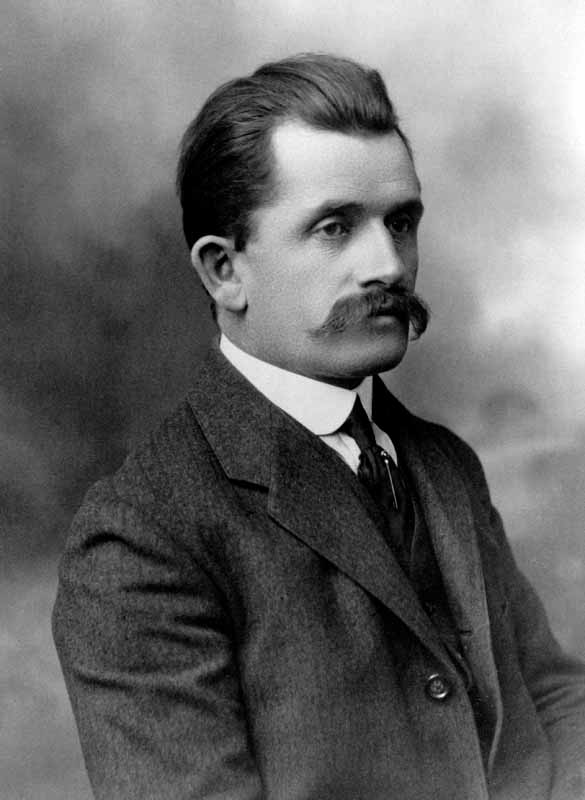
Ferdinand Porsche
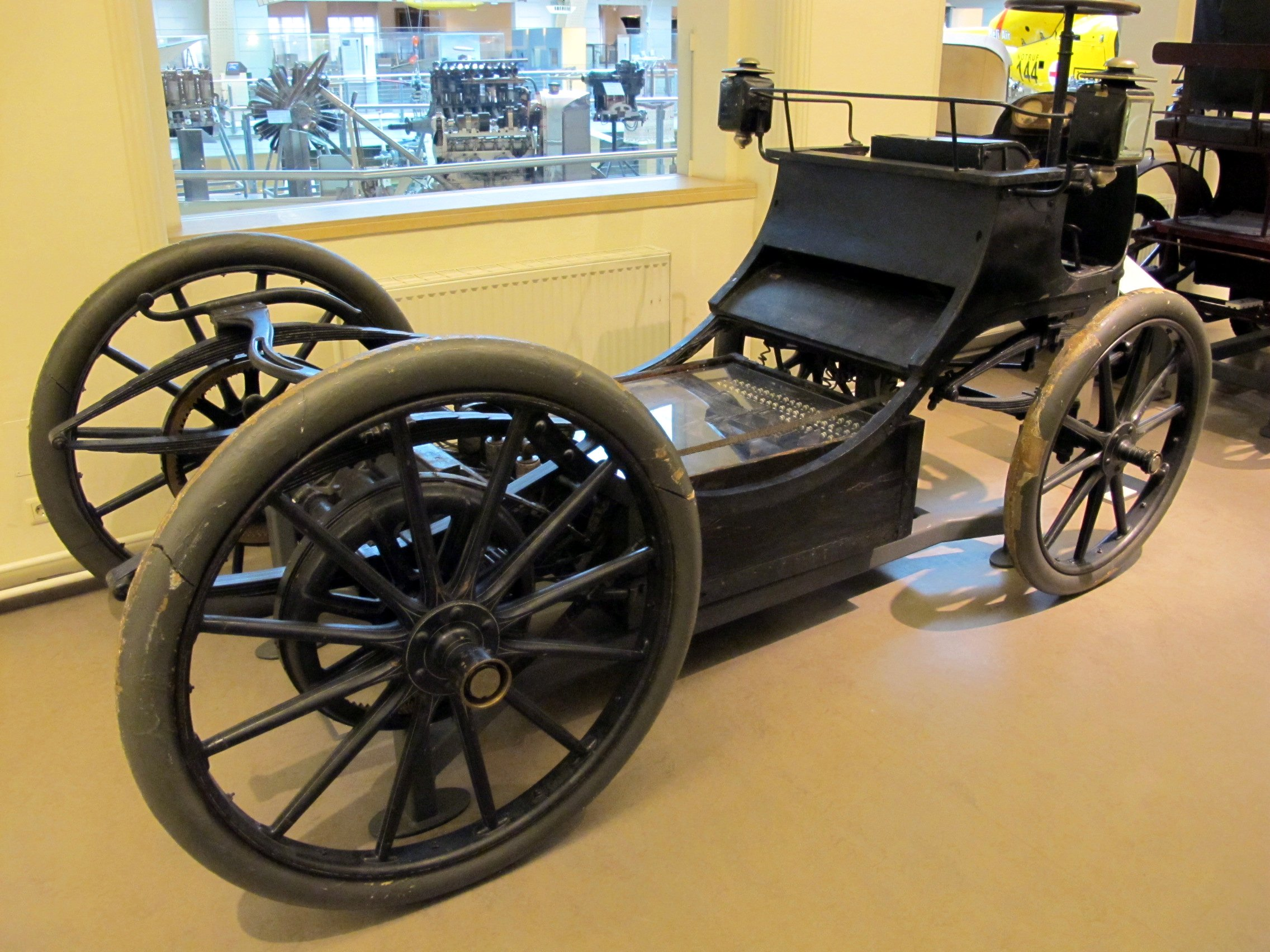
Voiture électrique Egger-Lohner, premier prix du salon automobile de Berlin 1899
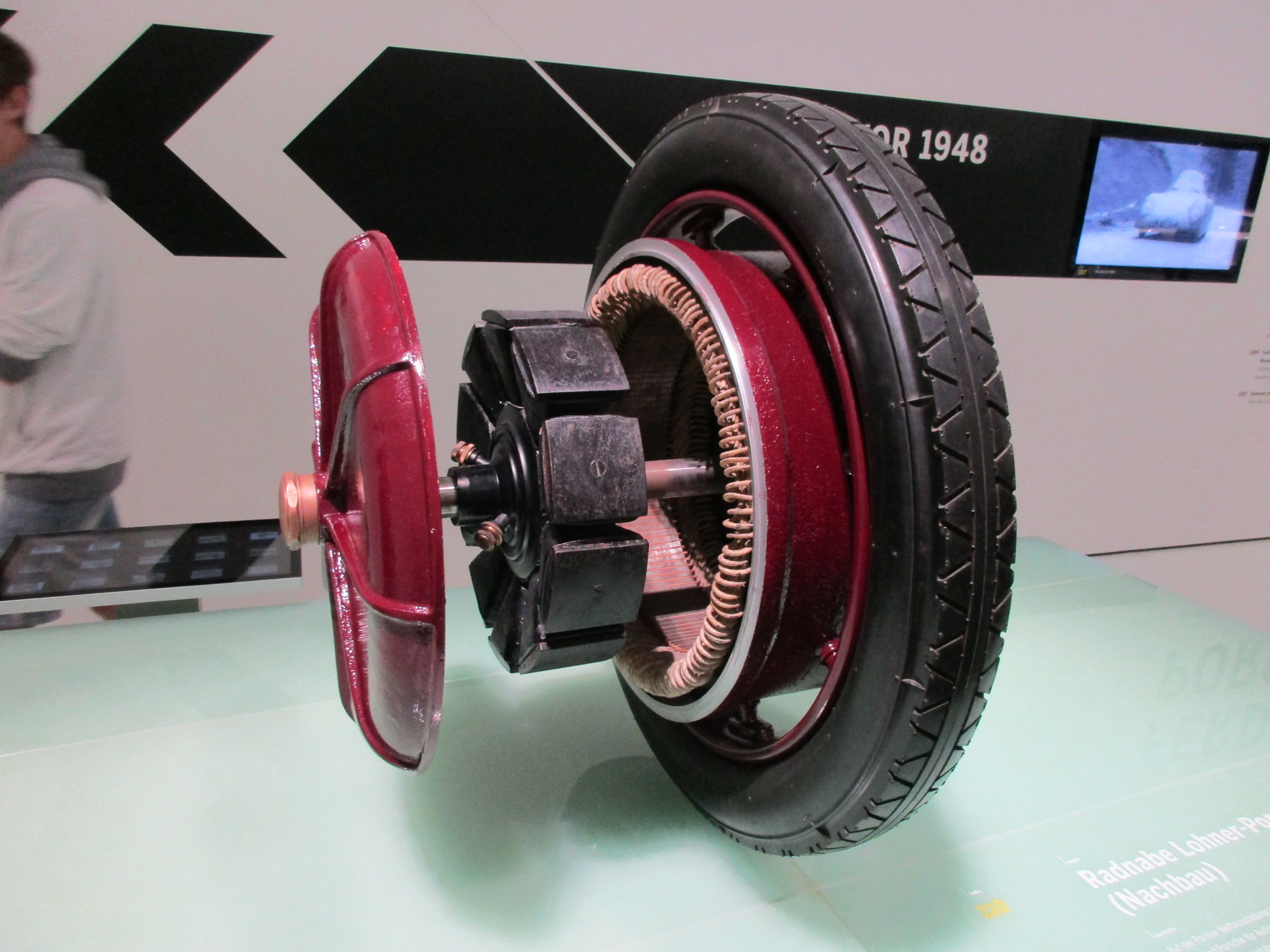
Moteur-roue électrique Lohner Porsche de Ferdinand Porsche, 1900, Porsche Museum
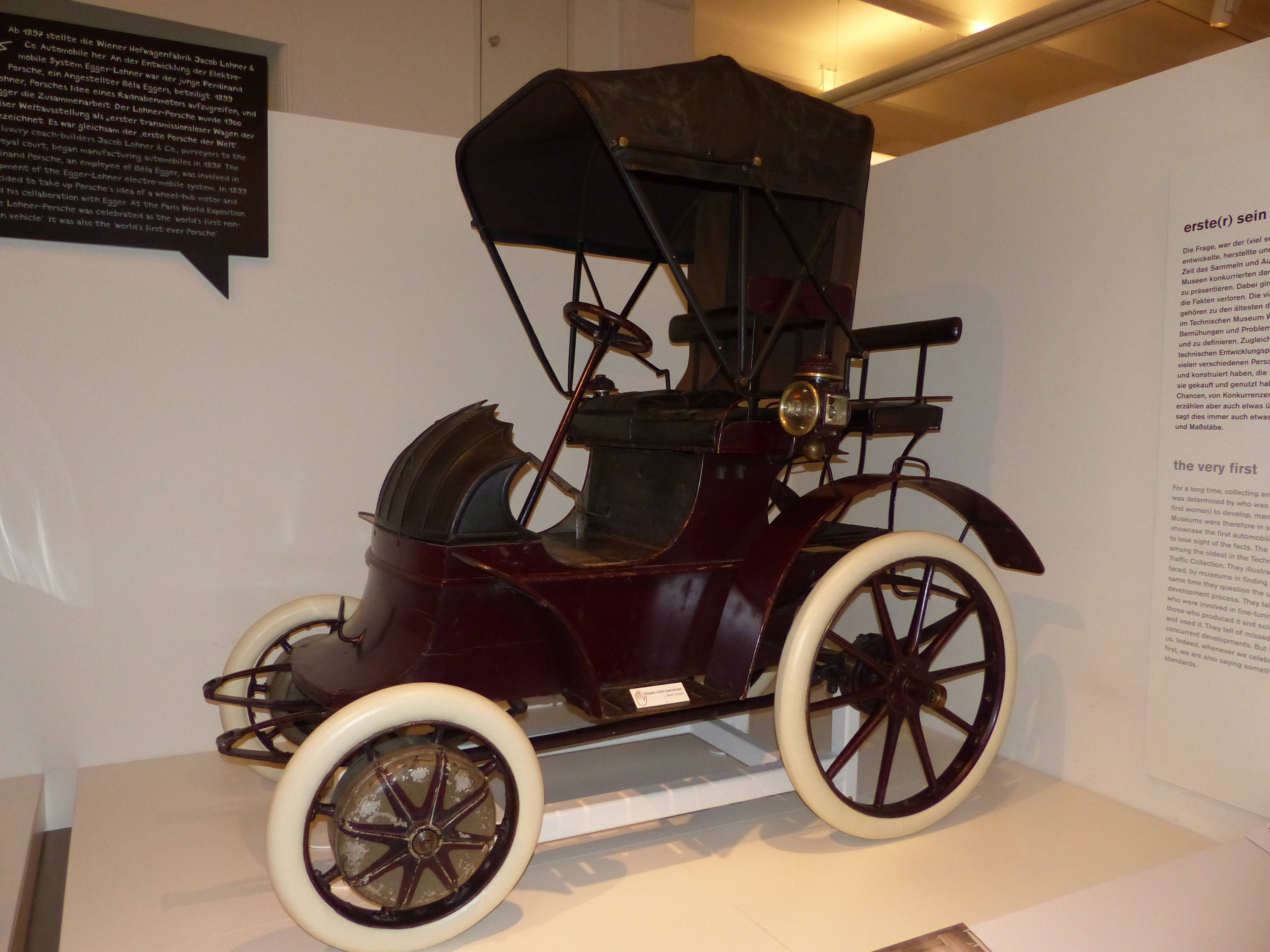
Voiture électrique Lohner Porsche Semper Vivus [2], 1899 et Exposition universelle de 1900 de Paris
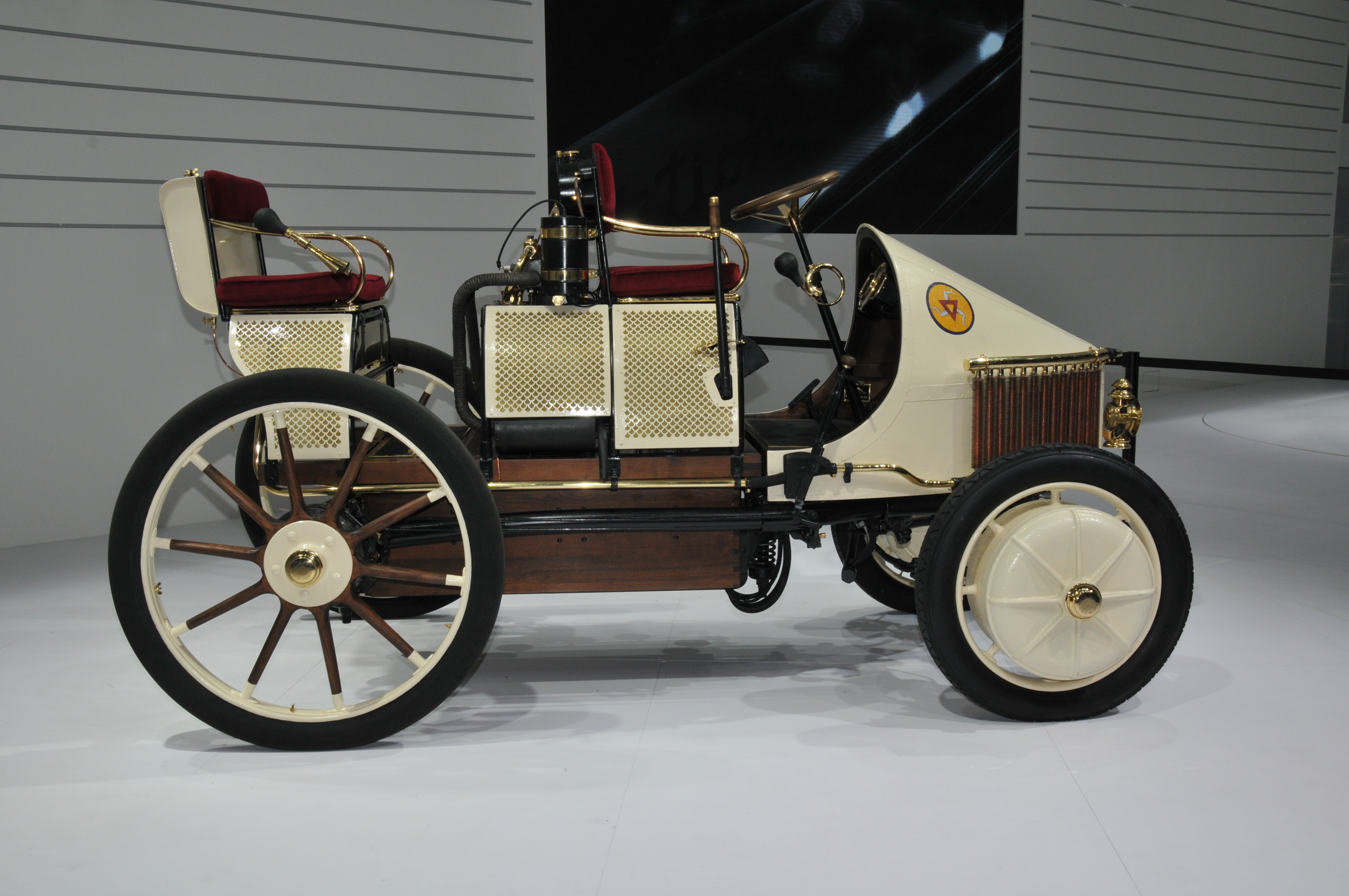
Lohner Porsche Semper Vivus, 1900.

Ludwig Lohner et Ferdinand Porsche conçoivent leur prototype Lohner-Porsche Hybrid Mixte, première automobile hybride essence électrique à propulsion intégrale de l'histoire de l'automobile, à base du moteur allemand Daimler, avec une batterie au plomb de 410 kg, pour 50 km/h de vitesse de pointe, et 50 km d'autonomie, suivie d'une série d'évolutions sous le nom Lohner-Porsche. Un total de 300 véhicules Lohner-Porsche ont été produits, pouvant être équipés de batteries plomb acide pouvant peser jusqu'à 1,8 tonne, pour 4 tonnes de poids total, pour 80 volts, 270 ampères/heures, et 60 km/h de vitesse de pointe maximum...

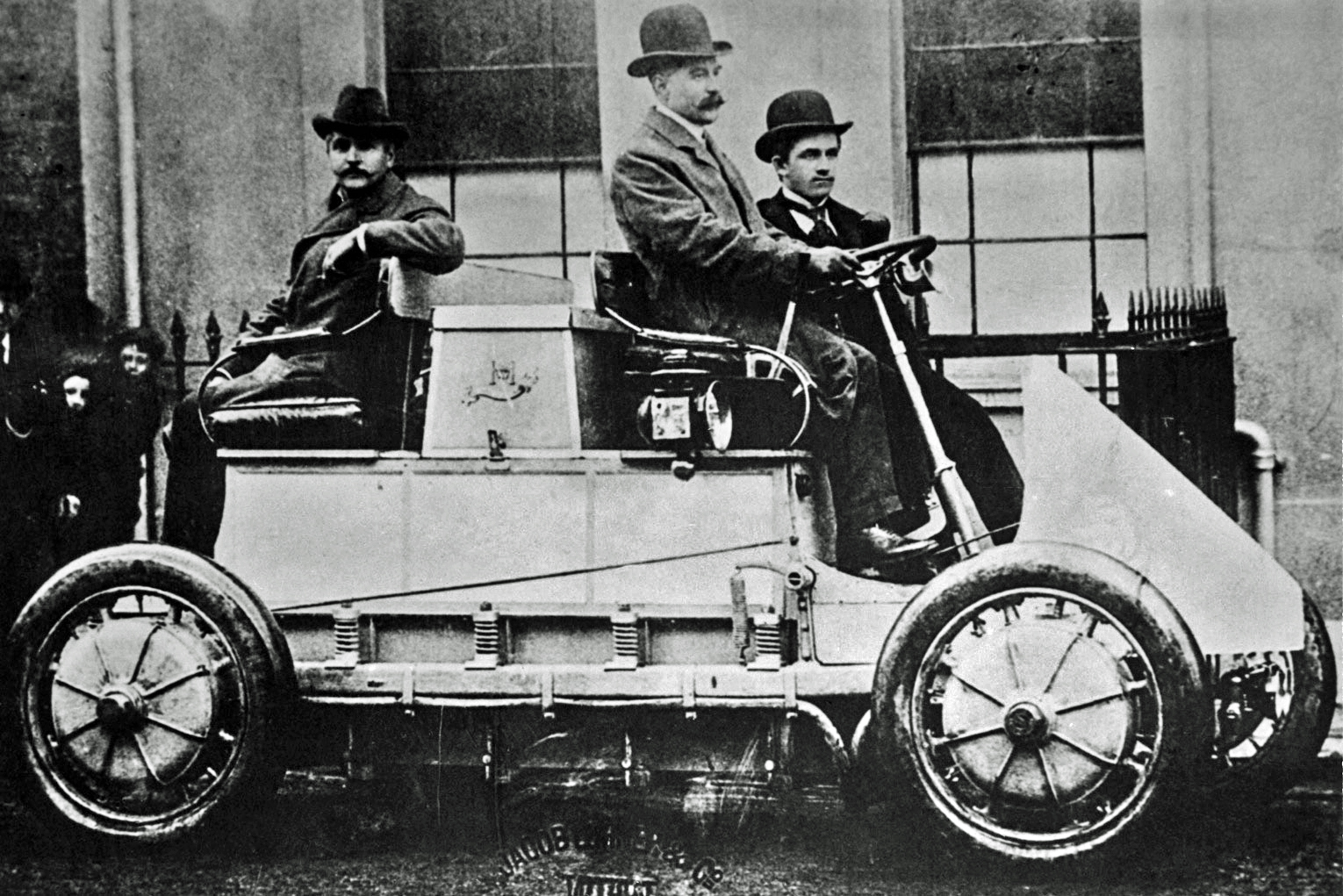
Lohner Porsche Semper Vivus automobile hybride essence électrique, 1900
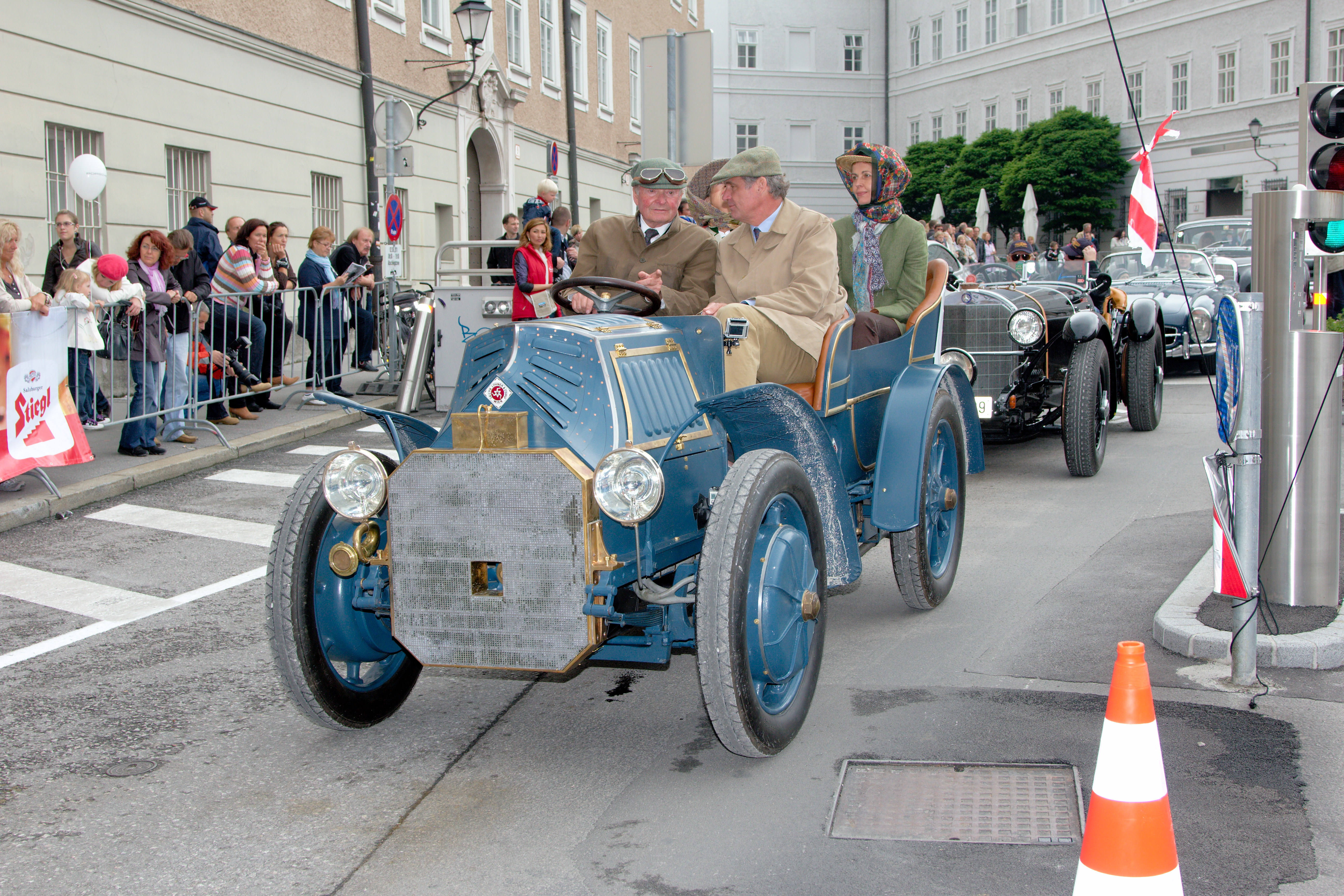
Lohner Porsche Mixte Hybride, première automobile hybride essence électrique de l'histoire de l'automobile, 1901.
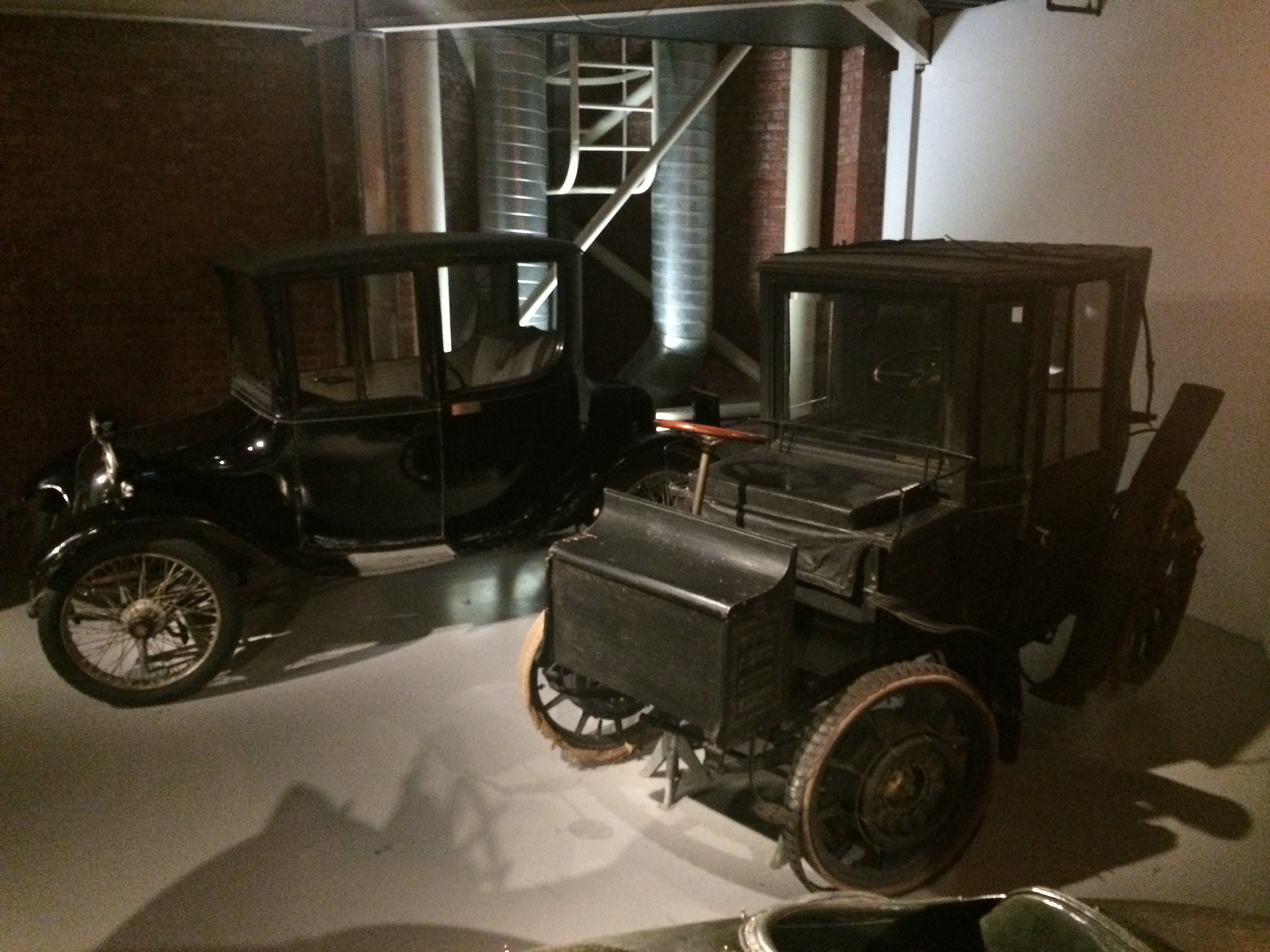
Lohner-Porsche, 1905
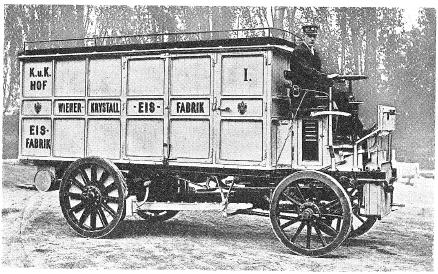
Adaptation de camion Daimler Motor-Lastwagen, Bierenz Lastwagen, 1901
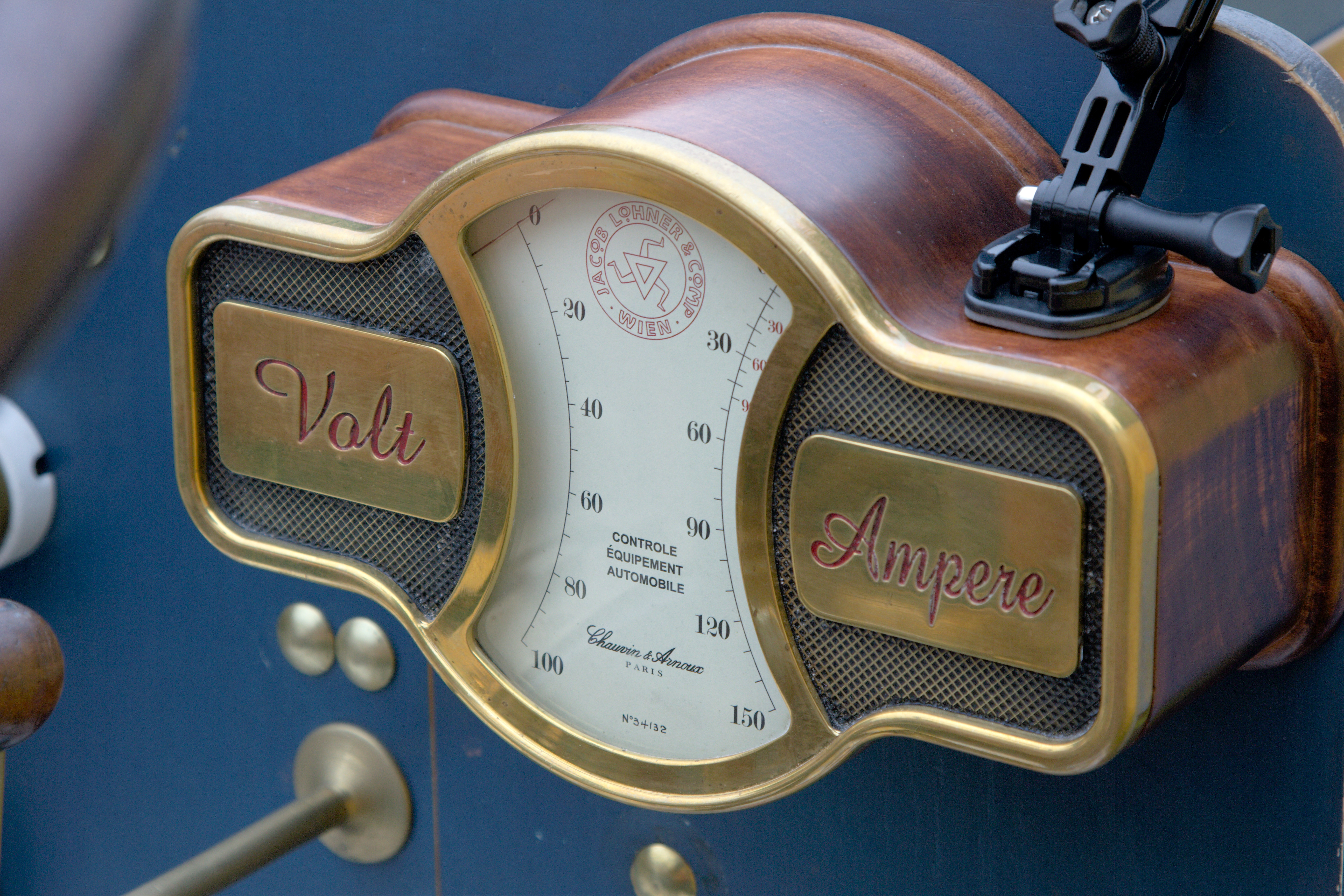
Voltmètre / Ampèremètre Lohner-Porsche

### Après Porsche
Bien que techniquement très au point, la production de voitures hybrides est arrêtée en 1906 à cause de ses batteries trop lourdes, et chères, par rapport aux moteurs à essence concurrents. Ferdinand Porsche quitte Lohner, pour travailler pour Austro-Daimler de Paul Daimler (filiale autrichienne de Daimler-Motoren-Gesellschaft) en tant que directeur technique et concepteur en chef. En 1923 il succède à Paul Daimler comme PDG de Daimler-Motoren-Gesellschaft, qui devient Daimler Mercedes-Benz en 1926, puis conçoit des voitures entre autres pour Auto Union (future Audi), fonde avec son fils Ferdinand Anton Ernst Porsche les industries Porsche en 1931, et Volkswagen en 1937... Son petit-fils Ferdinand Piëch devient dirigeant historique de Porsche, puis du groupe Volkswagen (Porsche, Audi, Bentley, Bugatti, Ducati, Lamborghini, Seat, Škoda, Scania...).

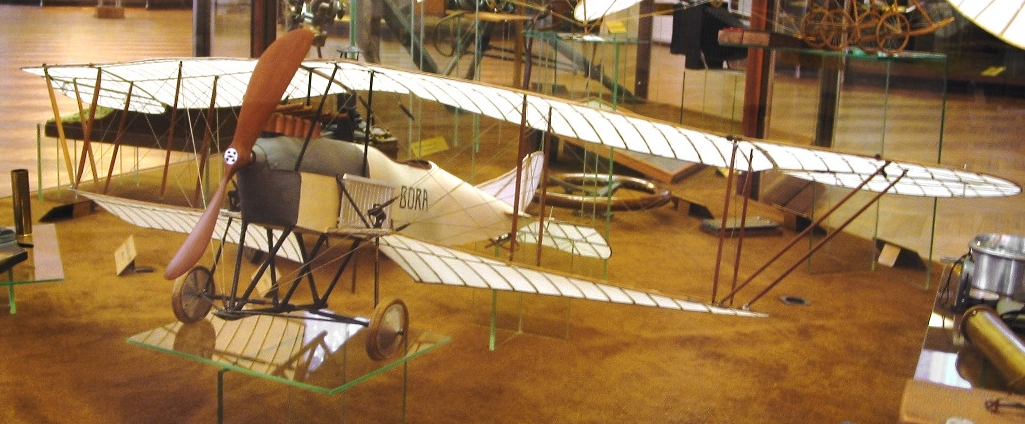
Lohner Type B.I, 1912
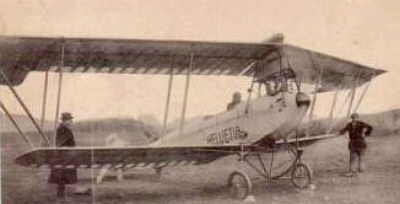
Lohner Type B.II, 1914
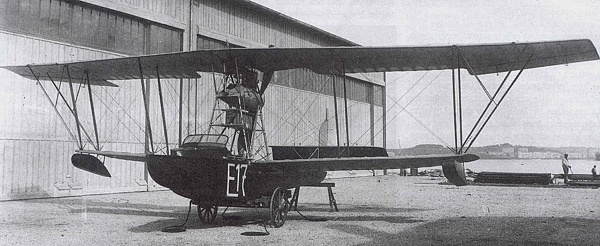
Hydravion Lohner E, 1914
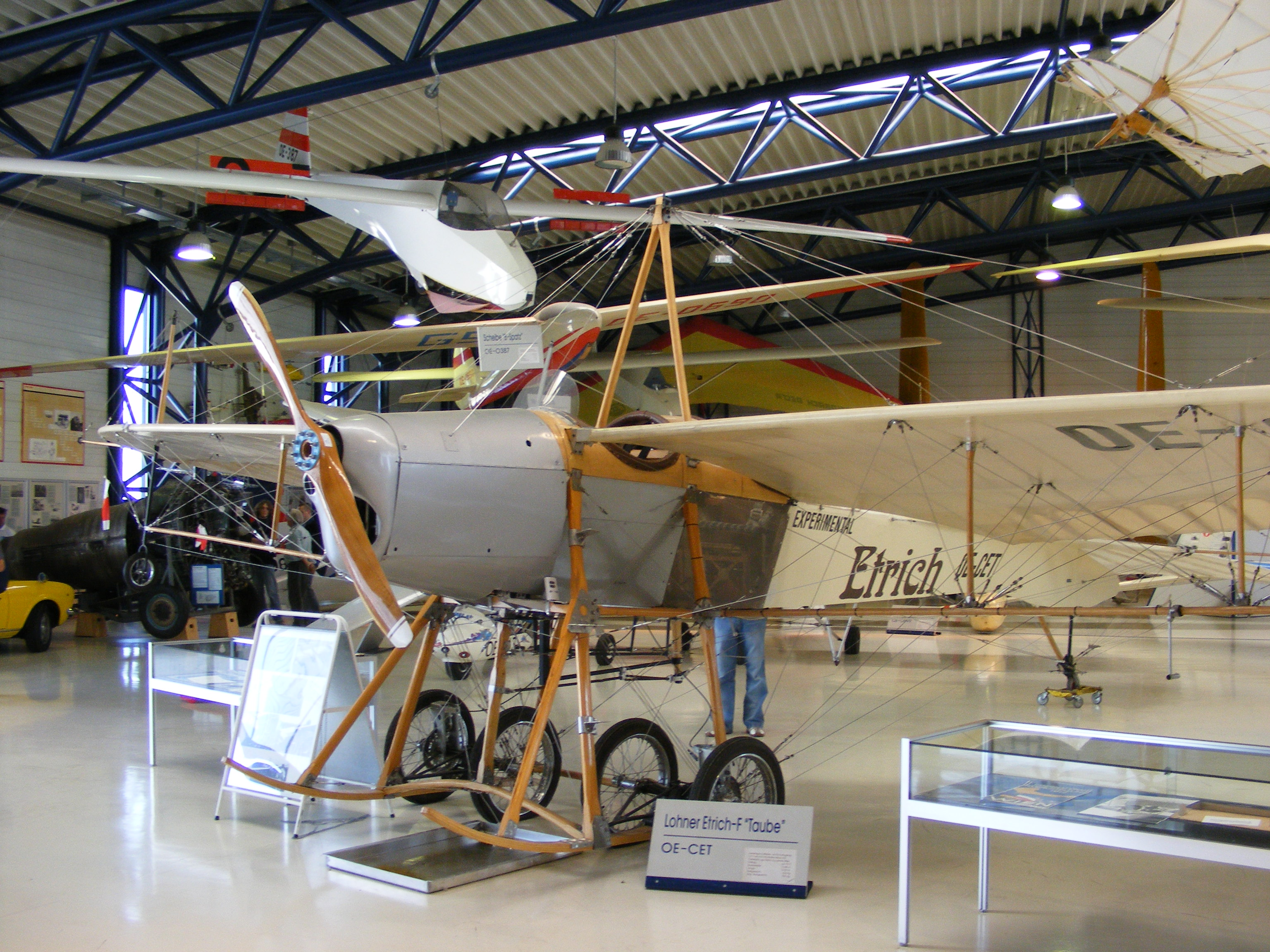
Lohner Type F
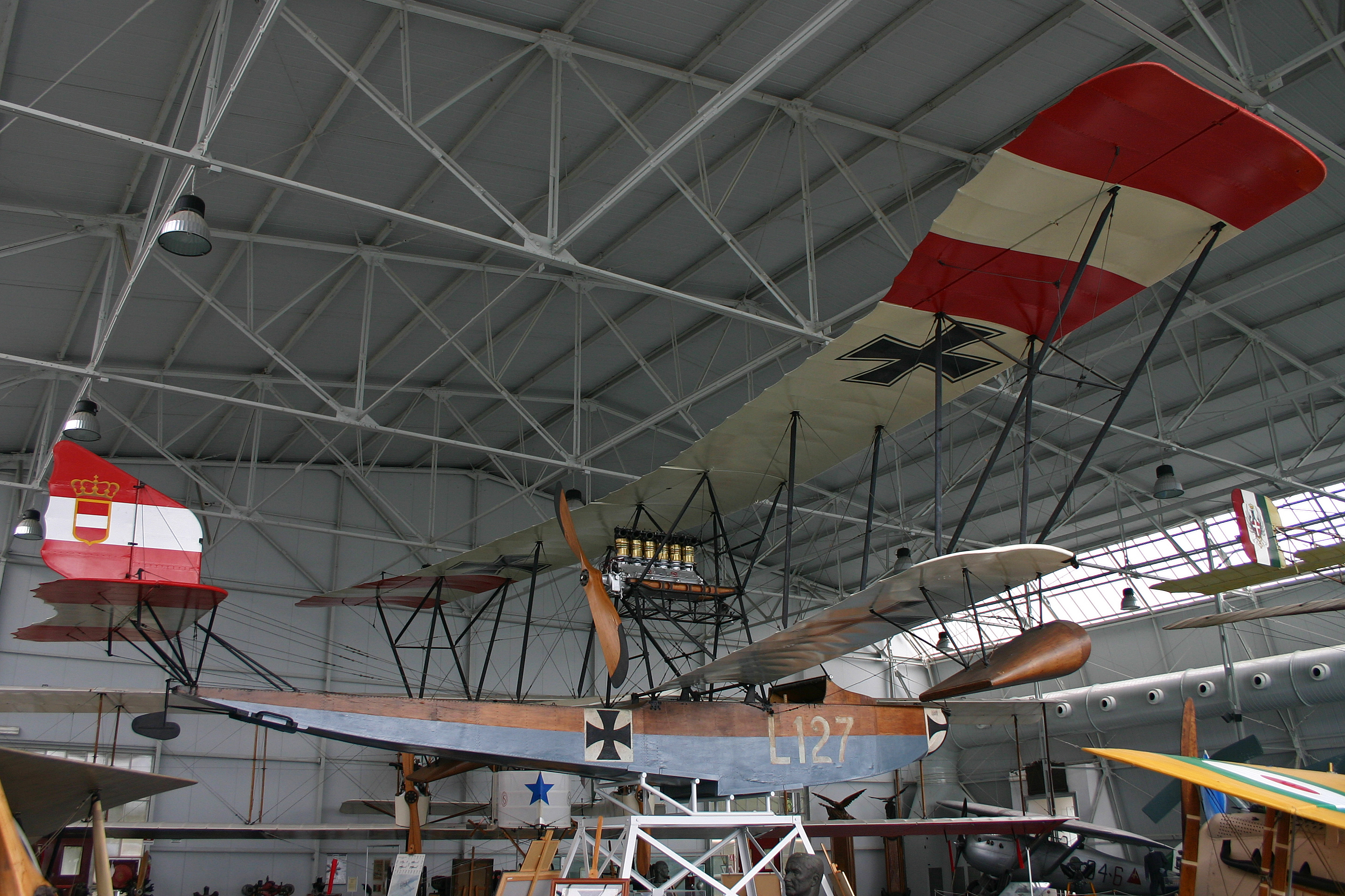
Lohner Type L, 1915

Lohner oriente son industrie vers des véhicules de transport en commun électriques métros, tramways, Trolleybus Lohner-Stoll, fourgon d'incendie à Vienne (Autriche), Berlin, Francfort, Londres... et fabrique également une importante flotte d'avions Etrich Taube à partir de 1909, et pour l'effort de guerre des Empires Centraux qui équipa l'Aviation des troupes impériales et royales austro-hongroises et la Luftstreitkräfte jusqu'à la fin de la Première Guerre mondiale (aviation durant la Première Guerre mondiale), puis des cyclomoteurs et scooters à moteur Rotax, et des vélo à assistance électrique après la Seconde Guerre mondiale... Lohner fusionne avec Rotax en 1959, avant d’être acquis par l'industrie canadienne Bombardier en 1970, pour fabriquer des bateaux à moteur, avions de tourisme / ULM, métros, tramways, kartings, quads, motos, motoneiges, motomarines, Sea-Doo, sous le nom Bombardier Produits récréatifs / Can-Am (BRP)...

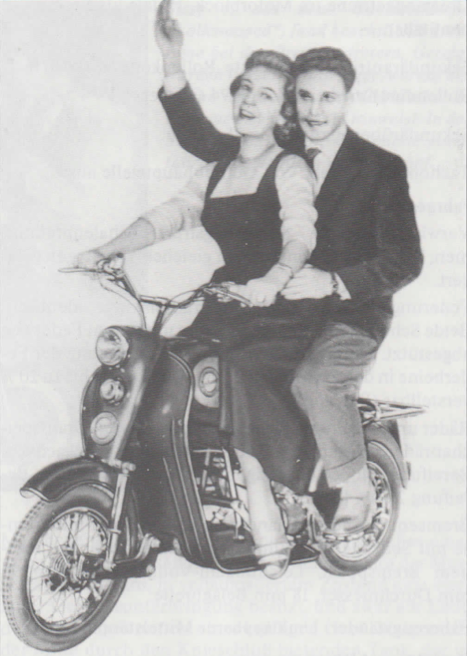
Scooters Lohner Sissy
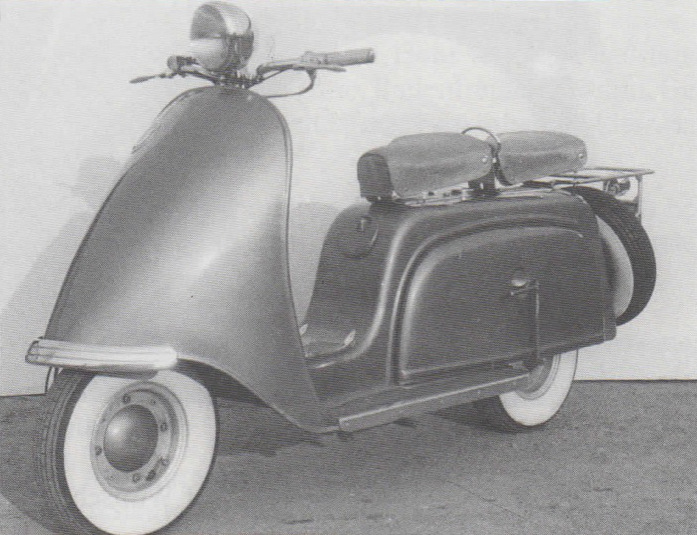
Scooters Lohner L125
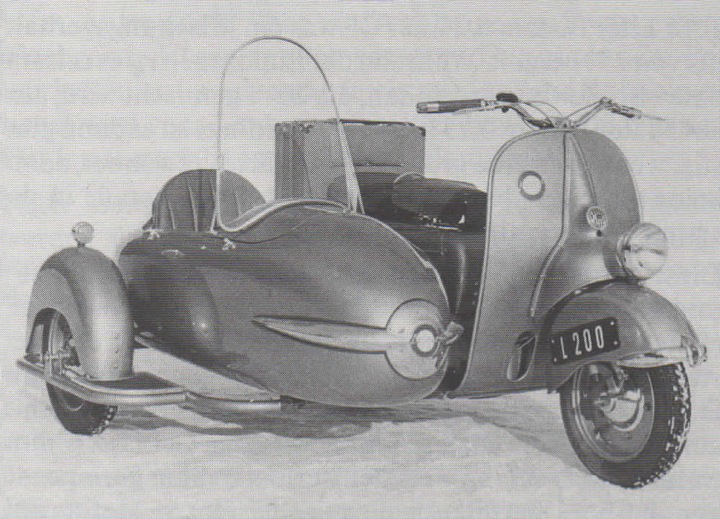
Scooters Lohner L200
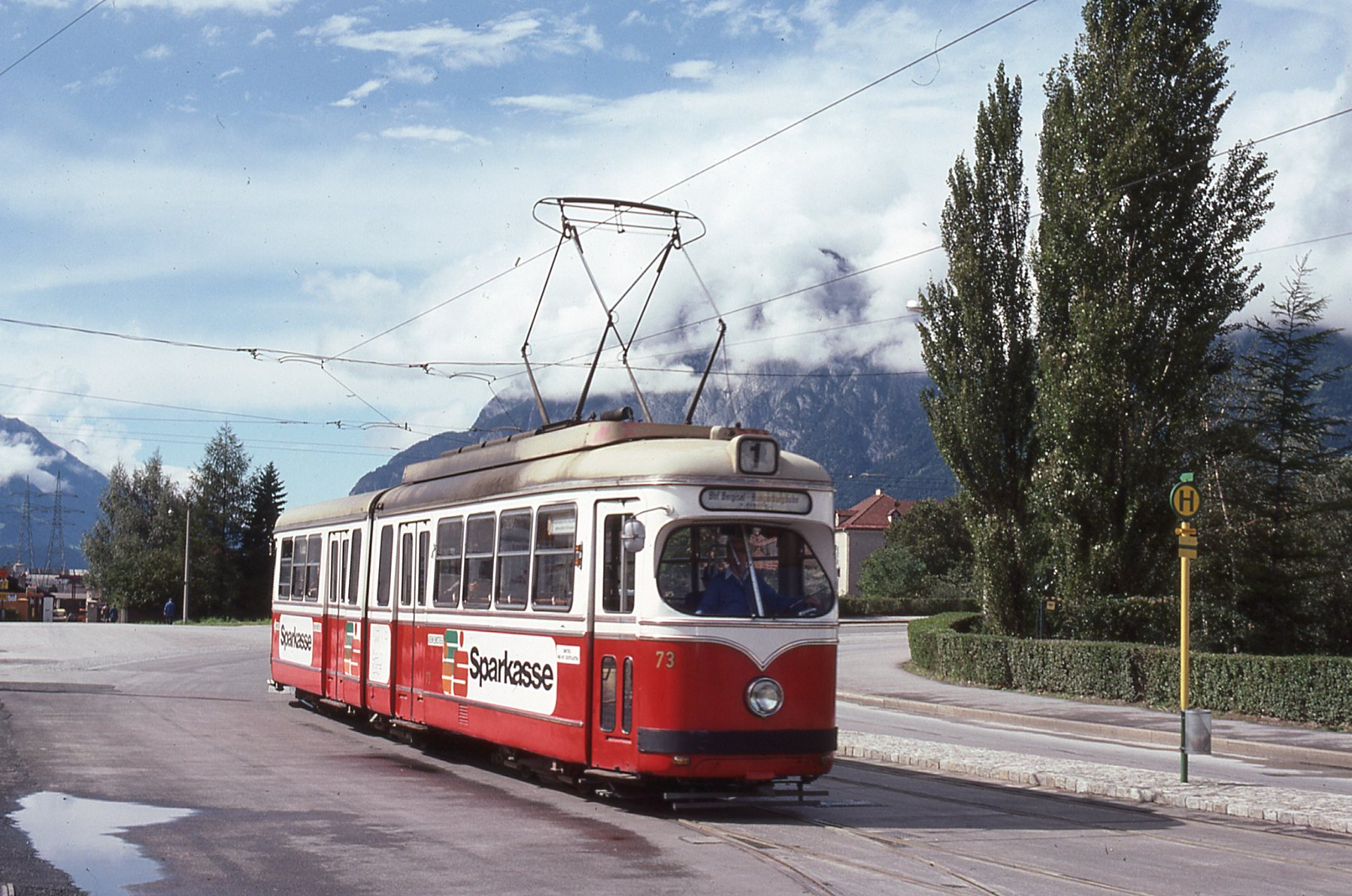
Lohner GT6, Tramway d'Innsbruck,
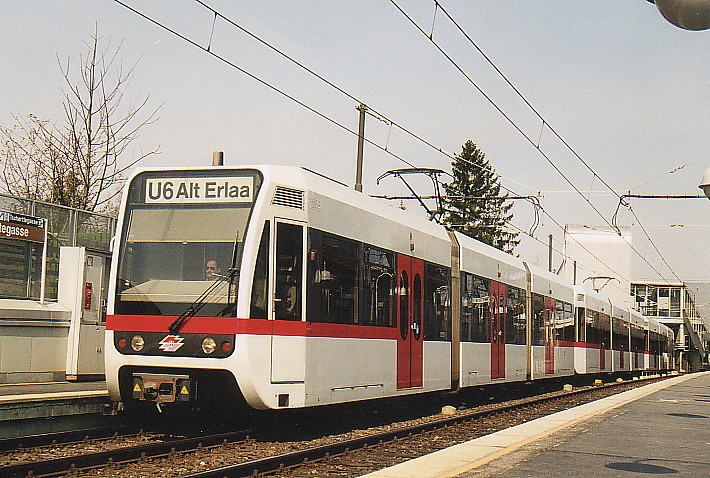
Métro de Vienne

Les Lohner-Porsche électriques ont été étudiées par Boeing et la NASA  pour créer les Rover lunaires du programme Apollo, dont le premier modèle a parcouru 27,9 km pour l'exploration de la Lune, pour la première fois le 31 juillet 1971, avec la mission spatiale américaine Apollo 15, suivi par les deux rovers des missions Apollo 16 et Apollo 17 de 1972.

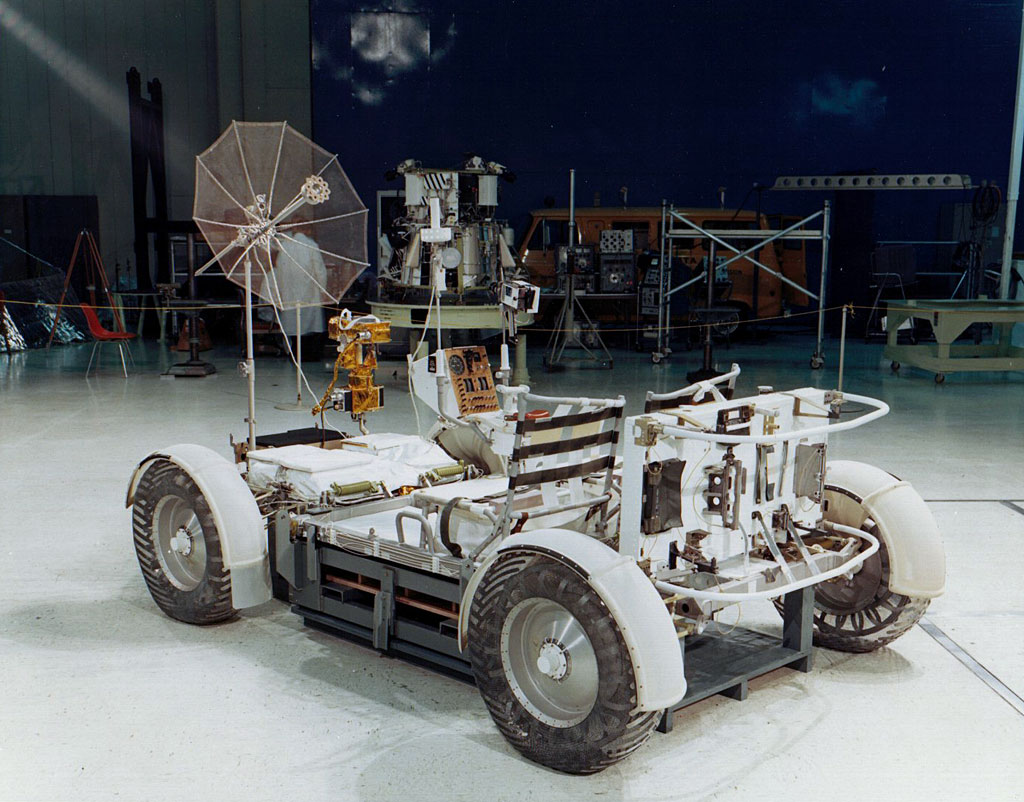
Rover lunaire de Boeing, 1971
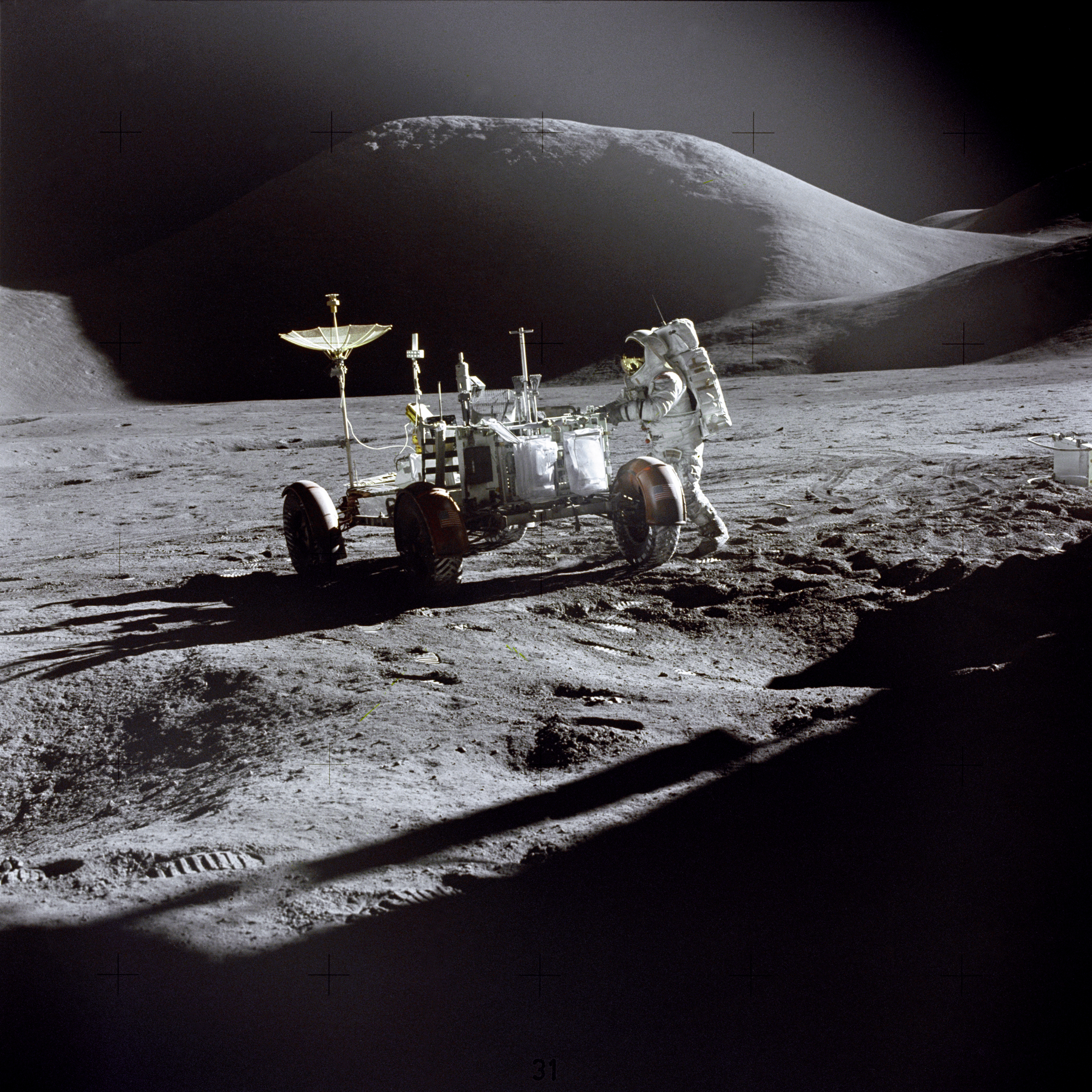
Rover lunaire de l'exploration de la Lune par la mission Apollo 15, en 1971
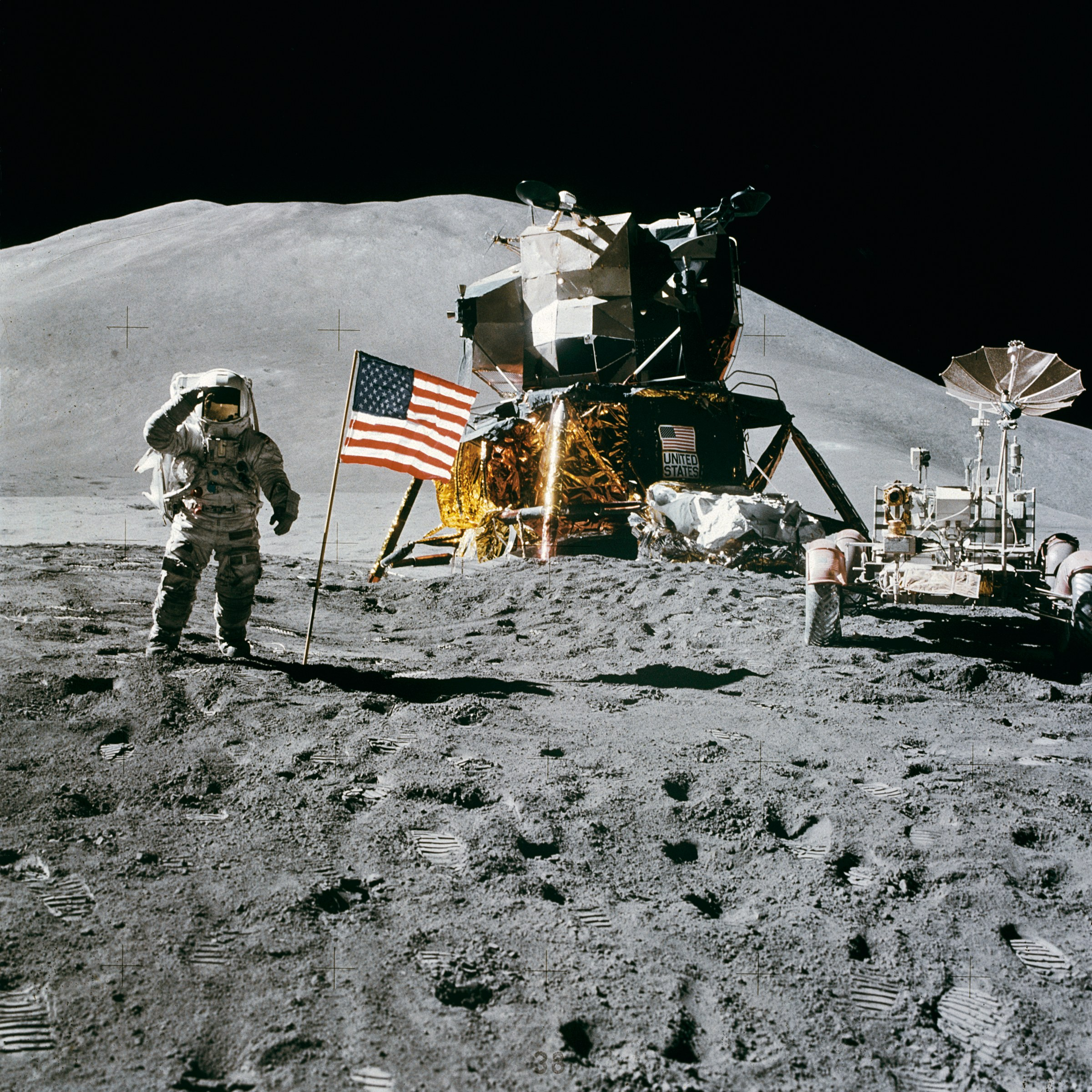
Mission Apollo 15, en 1971